# SoftBank 007Z
SoftBank 007Z（ソフトバンク ゼロゼロナナズィー）は、中興通訊 (ZTE) によって開発された、ソフトバンクモバイルによる、モバイルWiFiルータ。

## 概要
イー・アクセス網も利用できることから、事実上、SoftBank C01HWの後継ともいえる機種だが、SoftBank C01HWとは異なり、利用するUIMカードが1枚にまとめられている。自社網をメインエリア、イー・アクセス網をサブエリアと位置づけ、つながりやすいほうに自動的に接続する仕組みとなっている。設定でどちらかに固定することも可能。
法人専用料金プランの「法人データ通信プラン（ULTRA SPEED）」に対応したモデルはSoftBank 007Z for Bizとなる（こちらは、イー・アクセス網 (UMTSのband9) 非対応）。